# Płoszkowo, Hạt Stargard
Płoszkowo [pwɔʂˈkɔvɔ] (tiếng Đức: Ludolphshof) là một ngôi làng thuộc khu hành chính của Gmina Dolice, thuộc hạt Stargard, West Pomeranian Voivodeship, ở phía tây bắc Ba Lan. Nó nằm khoảng 29 kilômét (18 mi) về phía đông nam của Stargard và 57 km (35 mi) về phía đông nam của thủ đô khu vực Szczecin.
Trước năm 1945, khu vực này là một phần của Đức. Đối với lịch sử của khu vực, xem Lịch sử của Pomerania.
Ngôi làng có dân số 150 người.